# Banco Nacional Suíço
O Banco Nacional Suíço (SNB; SIX) é o banco central da Suíça, responsável pela política monetária do país e o único emissor de notas de franco suíço.
O banco também é conhecido como: alemão: Schweizerische Nationalbank; Francês: Banque nationale suisse; Italiano: Banca nazionale svizzera; Romanche: Banca naziunala svizra, que são as quatro línguas oficiais do país.
O SNB é um Aktiengesellschaft sob regulamentos especiais e possui duas sedes, uma em Berna e outra em Zurique

## História

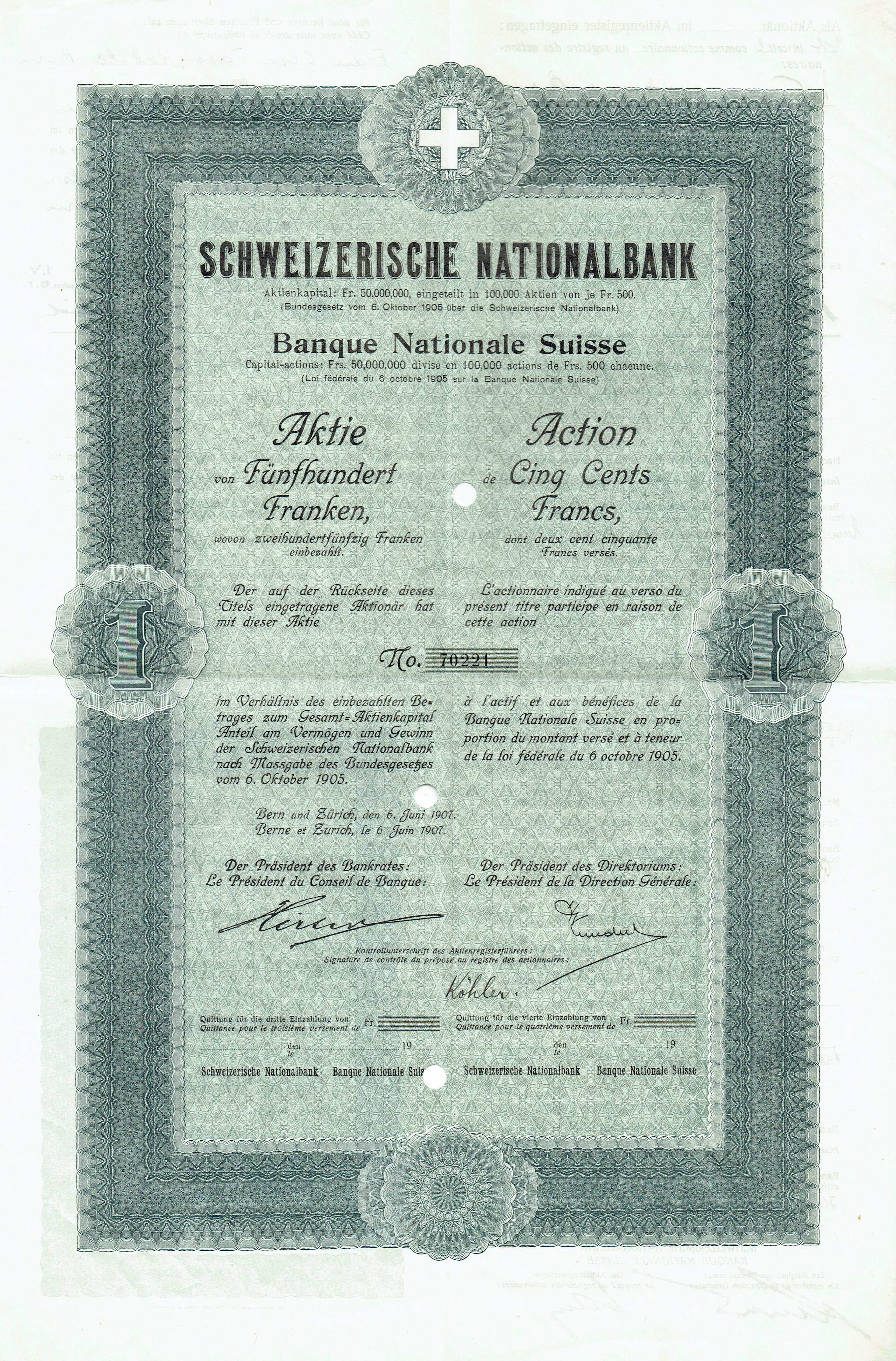
Parte do Banco Nacional Suíço, emitida em 6 de junho de 1907

O banco se formou como resultado da necessidade de uma redução no número de bancos emissores, que totalizavam 53 em algum momento após 1826. Na revisão de 1874 da Constituição Federal, foi dada a tarefa de supervisionar as leis relativas à emissão de notas. Em 1891, a Constituição Federal foi revisada novamente para confiar à Confederação o direito exclusivo de emitir notas de banco. O Banco Nacional Suíço foi fundado em virtude da Lei Federal sobre o Banco Nacional Suíço, que entrou em vigor em 16 de janeiro de 1906. Os negócios começaram em 20 de junho de 1907.
Em algum momento da Primeira Guerra Mundial (1914–1917)  o banco foi instruído a liberar notas de pequena denominação, pela primeira vez, pelo Conselho Federal da Suíça.
O Conselho Federal desvalorizou o franco suíço durante 1936 e, como resultado, foi disponibilizado ao Banco Nacional uma quantia em dinheiro, que o banco armazenou posteriormente em um fundo Währungsausgleichsfonds  reserva para uso em situações futuras de emergência.
Em 1981, o banco participou de pesquisas envolvendo Orell Füssli e um grupo de pesquisa óptica chamado Landis + Gyr, sobre questões de design de notas.
Durante o ano de 1994, o banco foi descrito como uma sociedade anônima atuando sob a administração e supervisão da Confederação. Tinha oito ramos e vinte sub-ramos dentro dos cantões. O conselho de administração tinha a gerência executiva geral do Banco Nacional, com supervisão confiada a seus acionistas, conselho de bancos, comitê de bancos, comitês locais e comitê de auditoria. Os três membros do conselho de administração decidiram juntos a política monetária do Banco Nacional. No final de 1993, contava com 566 funcionários.
Com o início do artigo 99 da Constituição Federal, em maio de 2004, o Banco Nacional alcançou a independência formal.

### Propriedade
Aproximadamente 55% do capital social é detido por acionistas públicos (cantões, bancos cantonais etc.) As ações restantes estão em grande parte nas mãos de pessoas privadas. As ações do SNB estão listadas na SIX Swiss Exchange desde 1907.

## Responsabilidades

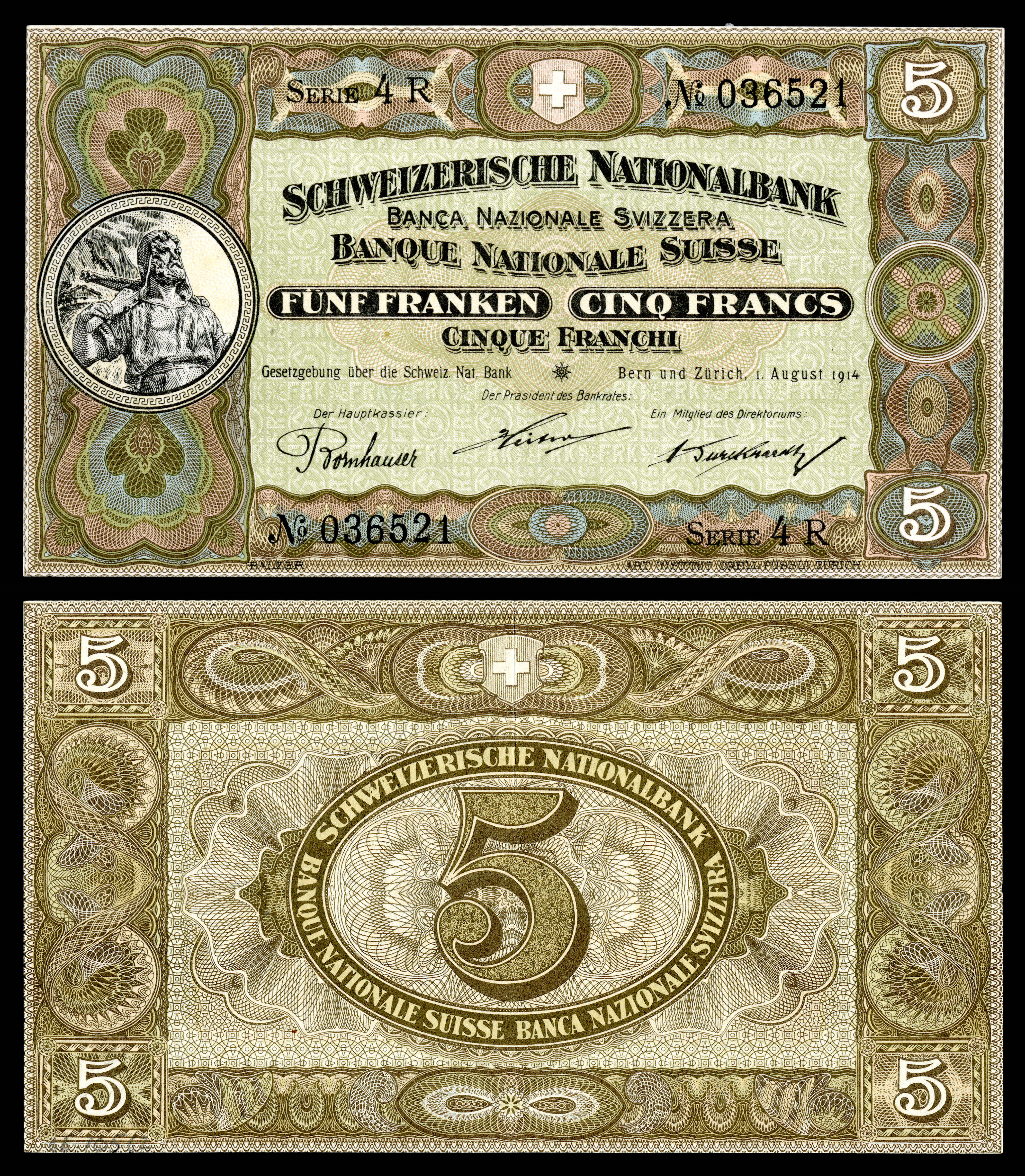
Schweizerische Nationalbank (Banco Nacional Suíço), 5 Franken (1914). O retrato mostra William Tell (baseado no monumento de Richard Kissling em Altdorf), com a montanha Rütli à distância.
Assinado por K. Bornhauser (Caixa Principal), Johann-Daniel Hirter (Presidente do Conselho Nacional Suíço de Bancos) e August Burckhardt (membro do Conselho).

Os princípios básicos de governo do Nationalbank estão contidos no artigo 99 da Constituição Federal, que trata de questões de política monetária. Existem três fatores numerados relativos aos princípios que mencionam explicitamente o Nationalbank, dentre os quatro mostrados no artigo. O SNB é, portanto, obrigado pela lei estatutária a agir de acordo com os interesses econômicos da Suíça. Por conseguinte, a principal função do Nationalbank é: buscar uma política monetária confiável para o benefício da economia suíça e do povo suíço.O Banco Nacional publica em seu próprio site uma lista de pesquisas realizadas como trabalhos em andamento por funcionários, que começam em 2004 (2 artigos), 2005 (2), 2005 (2), 2006 (11), 2007 (17), 2008 (19)., 2009 (16), 2010 (19), 2011 (14), 2012 (16), 2013 (11), 2014 (13) e até 1 de agosto de 2015 são apresentados nove trabalhos, uma lista de oito aspectos econômicos estudos relacionados às tarefas do banco, listados em 2005, além de uma atualização de pesquisa publicada semestralmente, listada de 2012 até o presente.

## Políticas

### Investimentos

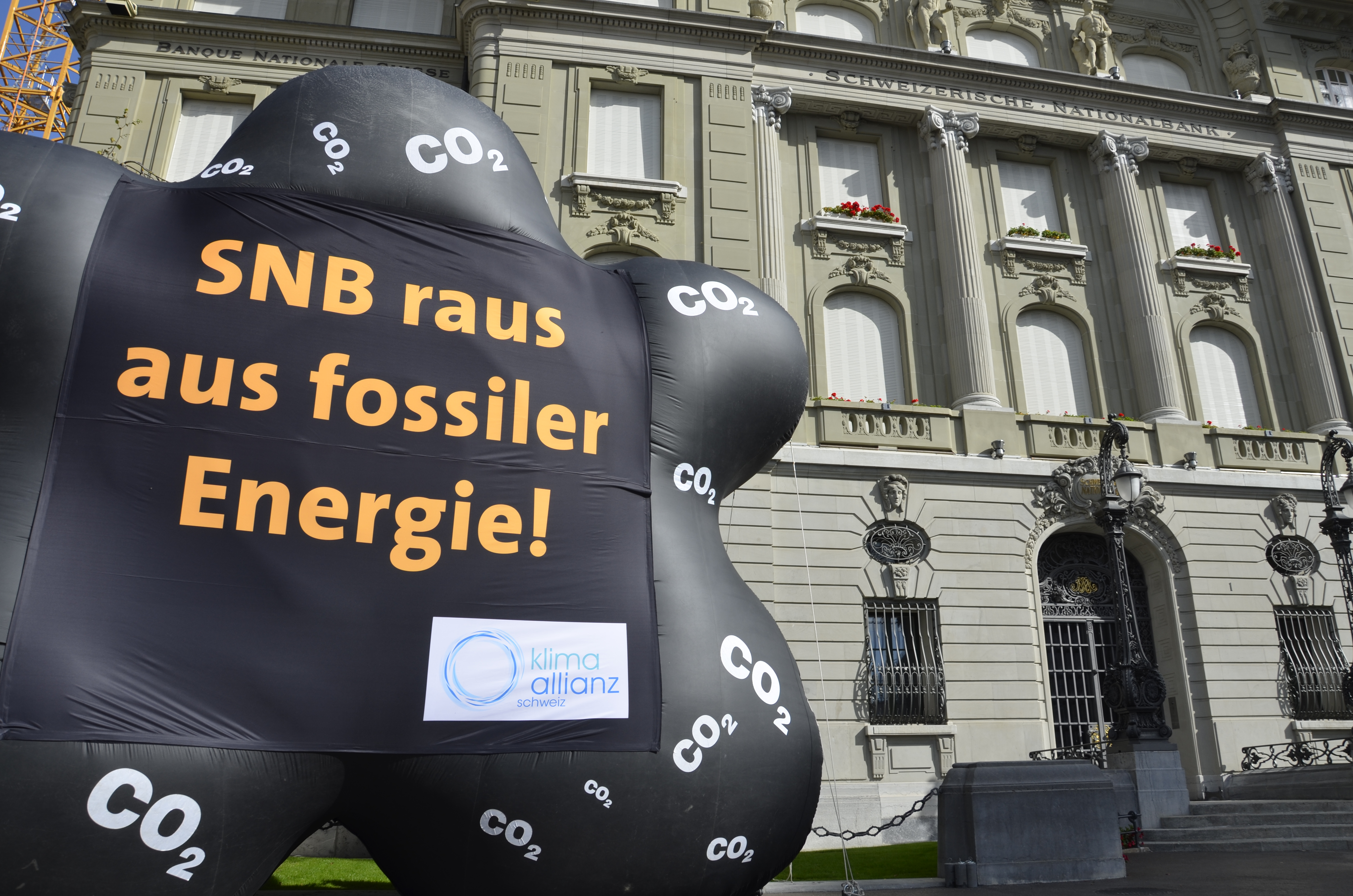
Assine a solicitação do Banco Nacional Suíço para se desfazer de combustíveis fósseis, em uma demonstração climática em Berna (2019).

O Banco Nacional Suíço investe seus ativos, principalmente no mercado de ações. Em 2018, seu portfólio de ações era de 153 bilhões de francos suíços.
De acordo com suas diretrizes, "evita participações em empresas que produzem armas proibidas internacionalmente, violam seriamente os direitos humanos fundamentais ou causam sistematicamente graves danos ambientais".
Desde 2016, associações e acadêmicos ambientais criticam o fato de que esses investimentos não levam em conta o Acordo Climático de Paris (artigo 2) e são responsáveis por pelo menos 50 milhões de toneladas de emissões de dióxido de carbono em 2017.

## Reservas de ouro
O SNB gerencia as reservas oficiais de ouro da Suíça, que em 2008 totalizam 1.145 toneladas e estão avaliadas em 30,5 bilhões de francos suíços. Acredita-se que o ouro esteja armazenado em enormes cofres sob a Praça Federal (Bundesplatz), ao norte do edifício do parlamento federal em Berna, mas o SNB trata a localização das reservas de ouro como um segredo. A confirmação independente da localização do ouro foi obtida pelo jornal Bernese Der Bund em 2008. Ele publicou uma fotografia do ouro que um fotógrafo de pedra angular foi autorizado a tirar nas instalações do SNB em Berna em 2001. Der Bund também citou um funcionário aposentado do escritório de inspeção da cidade dizendo que os cofres de ouro ocupam uma área de aproximadamente metade da Praça Federal e têm uma profundidade de dezenas de metros, até o nível do rio Aar. O SNB diz que as reservas de ouro são armazenadas em diferentes locais seguros na Suíça (70% principalmente na Bundesplatz em Berna e no Banco de Compensações Internacionais em Basileia) e no exterior (Banco da Inglaterra e Banco do Canadá).

Desde os últimos anos da década de 1990 até em algum momento de 2005, o Banco Nacional transferiu de sua posse (quando o preço do ouro estava em seu nível mais baixo histórico)  metade de suas reservas de ouro, seguindo o caso nazista do ouro.